# Xã Elmwood, Quận Saline, Missouri
Xã Elmwood (tiếng Anh: Elmwood Township) là một xã thuộc quận Saline, tiểu bang Missouri, Hoa Kỳ. Năm 2010, dân số của xã này là 654 người.